# Luigi Arzuffi
Luigi Arzuffi (Bergamo, 2 agosto 1931 – Bergamo, 12 febbraio 1995) è stato un pittore e scultore italiano.

## Biografia

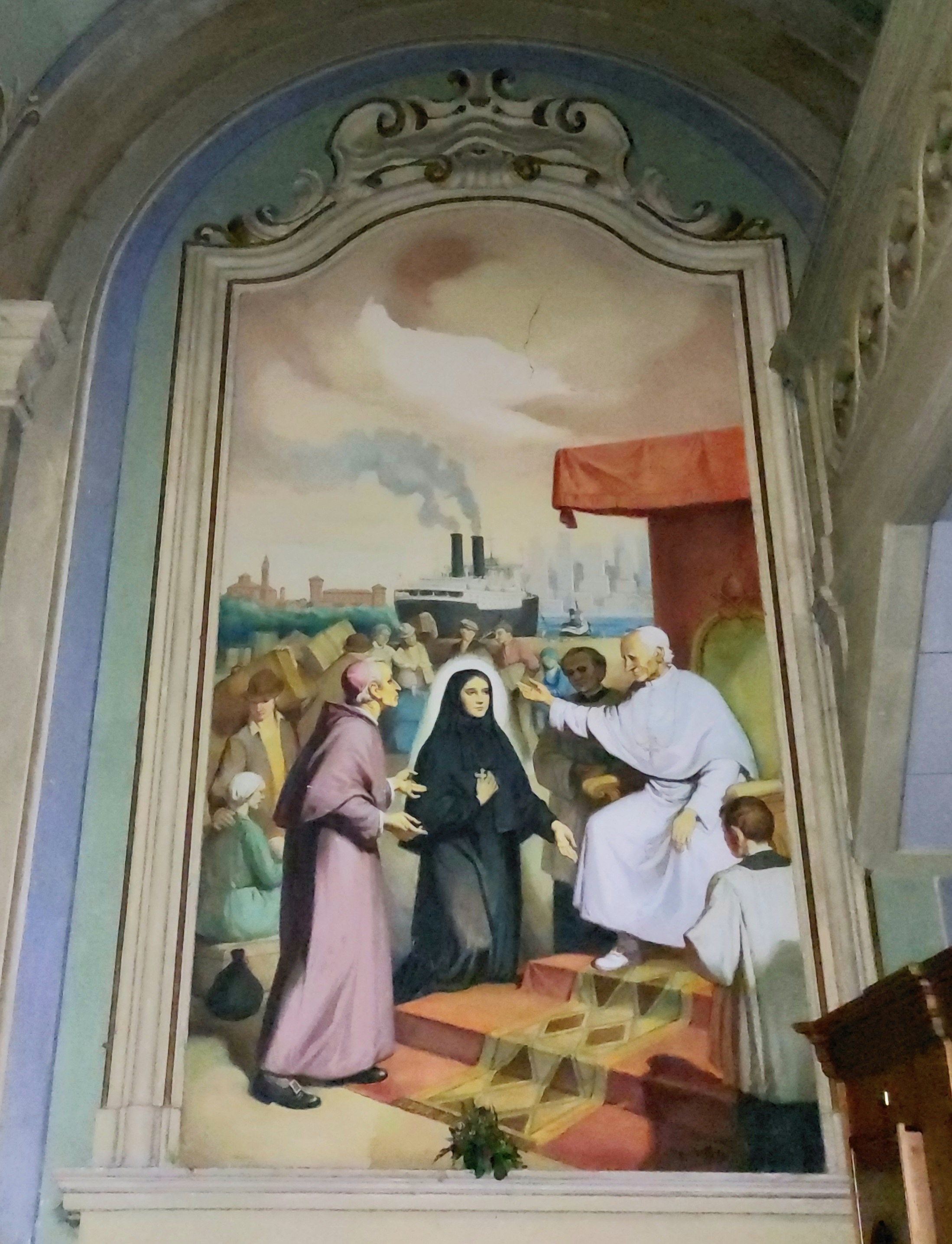
Affresco di Arzuffi raffigurante madre Cabrini che parte per le Americhe. (Chiesa parrocchiale di Caselle Landi, 1984.)

Nasce da Pasquale, anch'egli pittore, e sin dall'infanzia conferma una naturale predisposizione per le belle arti, tanto che, nel 1947, s'iscrive all'Accademia Carrara di Bergamo diretta da Achille Funi. Collabora con il padre in vari lavori nel bergamasco.
Dopo il matrimonio apre un proprio studio, dedicandosi soprattutto a lavori di affreschista in edifici religiosi. A tale riguardo, realizza tra gli altri, solo in provincia di Bergamo, la Madonna in trono nella chiesa di San Lorenzo a Bergamo, il Battesimo di Gesù al fonte battesimale e l'Immacolata nella medaglia centrale della volta della chiesa di Ama di Aviatico, le cinque medaglie della tazza ispirate alla vita di Sant'Alessandro nella chiesa di Capriate San Gervasio e la Via Crucis di Comenduno di Albino.
Più tardi sarà attivo anche in altre località, realizzando affreschi nelle chiese di Rezzoaglio, Salsominore di Piacenza, Vigliano d'Asti (suo il Cristo Incoronato nella chiesa parrocchiale), Rimini (Il sogno di Giacobbe nella chiesa della Madonna della Scala), Desenzano del Garda (chiesa dell'Ospedale), Casaletto, Guardamiglio, Fombio e Albiate (qui affresca la cupola della chiesa parrocchiale).
Si occupa anche di restauro, come nel caso della Cappella dell'aeroporto di Orio al Serio e della chiesa parrocchiale di Lainate. Le Suore Adoratrici del Santissimo Sacramento gli hanno commissionato una grande tela raffigurante la fondatrice Madre Geltrude Comensoli, esposta a Roma in occasione della canonizzazione.
Oltre all'arte sacra, si dedica alla pittura da cavalletto (paesaggio e natura morta), al ritratto e alla scultura. Nel 1978 intraprese un viaggio di studio e pittura en plein air nel sud della Francia con gli artisti Arnoldo Sidoli e Rino Valido, traendo ispirazione sull'uso della luce e del colore dall'acqua salmastra, i canneti e le saline del delta del Rodano.
La tradizione artistica degli Arzuffi continua con il figlio Marcello che, pur seguendo le orme del padre, svilupperà uno stile originale soprattutto nella pittura da cavalletto.